# Interpol contre stupéfiants
Pour plus de détails, voir Fiche technique et Distribution.
Interpol contre stupéfiants (titre original : Die schwarze Kobra) est un film autrichien réalisé par Rudolf Zehetgruber, sorti en 1963.

## Synopsis
Le chauffeur routier Peter Karner échappe de justesse à une tentative d'assassinat. Il découvre qu'il transporte de la cocaïne au lieu de la lessive au nom du trafiquant de drogue sans scrupules Manuzzo. Sur l'autoroute, il y a des scènes dramatiques, au cours de l'une d'elles Manuzzo est abattu. Karner s'échappe et se cache dans le restaurant Zur Kobra avec sa petite amie Alexa. Alors que l'inspecteur Langhammer et l'inspecteur Knecht enquêtent officiellement sur l'affaire, Karner décide de démasquer la bande de contrebandiers et leur soutien, un certain M. Green, par ses propres moyens.
Toutes les traces semblent conduire au Paradise Bar, qui abrite de nombreux personnages et suspects. Karner est en danger mortel et Alexa est kidnappée par les criminels. Au dernier moment, les criminels peuvent être débordés et un certain M. Wunderlich est démasqué comme M. Green. Dans sa fuite dans une casse automobile, il se tue en tombant dans une presse.

## Fiche technique
- Titre : Interpol contre stupéfiants
- Titre original : Die schwarze Kobra (litt. « Le Cobra noir »)
- Réalisation : Rudolf Zehetgruber assisté de Robert Furch
- Scénario : Rudolf Zehetgruber, Roman Schliesser
- Musique : Heinz Neubrand (de)
- Direction artistique : Wolf Witzemann
- Costumes : Klara Zichy-Kiss
- Photographie : Hans Jura (de)
- Son : Oskar Nekut
- Montage : Paula Dvorak
- Production : Adolf Eder
- Société de production : Wiener Stadthalle
- Société de distribution : Nora-Filmverleih
- Pays d'origine :  Autriche
- Langue : allemand
- Format : Noir et blanc - 1,66:1 - Mono - 35 mm
- Genre : Thriller
- Durée : 96 minutes
- Dates de sortie :
  -  Allemagne : 17 mai 1963.
  -  Autriche : 17 mai 1963.
  -  Pays-Bas : 19 octobre 1963.
  -  France : 18 mars 1964[1].

## Distribution
- Adrian Hoven : Peter Karner
- Ann Smyrner : Alexa Bergmann
- Wolfgang Preiss : Stanislas Raskin
- Paul Dahlke : Commissaire Langhammer
- Hans Richter : Inspecteur Knecht
- Peter Vogel : L'assistant Alois Dralle
- Emmerich Schrenk : Freddy
- Klaus Löwitsch : Boogie
- Klaus Kinski : Koks-Charley
- Raoul Retzer : Martinez Manuzzo
- Marianne Schönauer : Paola Manuzzo
- Herbert Fux : Marco
- Günter Meisner : Wunderlich
- Terry Van Ginderen : Simone la serveuse
- C. W. Fernbach : Lullaby
- Michel Ujevic : Goba
- Ady Berber : Punkti
- Hilde Wagener : La baronne Wyspianski
- Sepp Löwinger (de) : L'homme ivre
- Johannes Roth : Un client du bar